# 와이망구 간헐천
와이망구 간헐천(Waimangu Geyser)은 뉴질랜드 와이망구 화산계곡에 위치했던 간헐천으로, 세계에서 가장 크고 가장 강력한 간헐천이었다.
1886년 타라웨라산 분화로 인해 와이망구 화산계곡이 형성된지 14년이 지난 1900년부터 분출하기 시작해 1904년까지 지속하였다. 당시 물이 460m높이까지 치솟았다고 하는 기록이 전해지며, 평균 100m~160m 높이로 분출하였다. 로토루아는 간헐천 덕분에 핑크 앤드 화이트 테라스의 뒤를 잇는 세계적인 관광지가 되었다. 그리고 간헐천이 분출할 때 분출되는 물이 검은색인데, 이는 물에 돌, 진흙 등이 함께 섞여나와 검은색을 띄기 때문이다. 와이망구란 이름도 마오리어로 '검은 물'이란 뜻이다. 1904년 마지막으로 분출한 후, 원인 모르게 활동을 종료했다.
이곳에서 가이드로 일하고 있던 전 럭비선수 조 워브릭(Joe Warbrick)은 1903년 이 간헐천의 분출로 다른 3명의 관광객들과 함께 휩쓸려가 목숨을 잃었다. 그의 형인 알프레드 워브릭(Alfred Warbrick)이 가까이 다가가지 말라는 경고를 무시하고 가까이 다가갔다가 벌어진 참사였다.

## 분출 활동 종료
1904년 원인 모르게 활동을 종료했다. 당시 가설로는 지하 산사태로 인해 배수로가 차단되며 분출구가 막혀 분출하지 못한다는 것이다.